# Зембра
Зембра (араб. زمبرة‎) — скалистый остров на северо-востоке Тунисского залива Средиземного моря, расположен западнее мыса Бон. В древности остров назывался Эгимур (лат. Aegimurus).

## География
В январе 1977 года Зембра и расположенный в 5 км восточнее островок Зембретта были объявлены ЮНЕСКО как биосферный резерват Зембра и Зембретта. 1 апреля 1977 года Президент Туниса издал указ об учреждении на островах национального парка. Также на островах обитает множество тюленей-монахов. Зембра также служит местом гнездовья миллионам птиц.
Остров покрыт кустарником и травой. На Зембре обитают завезенные человеком крысы, кошки, кролики и муфлоны. В некоторых местах скалы образуют утёсы высотой до 50 метров.

## История
На острове сохранились древние защитные и портовые сооружения. До 1976 года на острове был туристический центр, позже занятый военными. В ноябре 2007 года китайские инвесторы предполагали построить на Зембре крупный туристический комплекс, что вызывает обеспокоенность у защитников окружающей среды.